# Список умерших в 1153 году

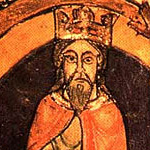
Давид I Святой

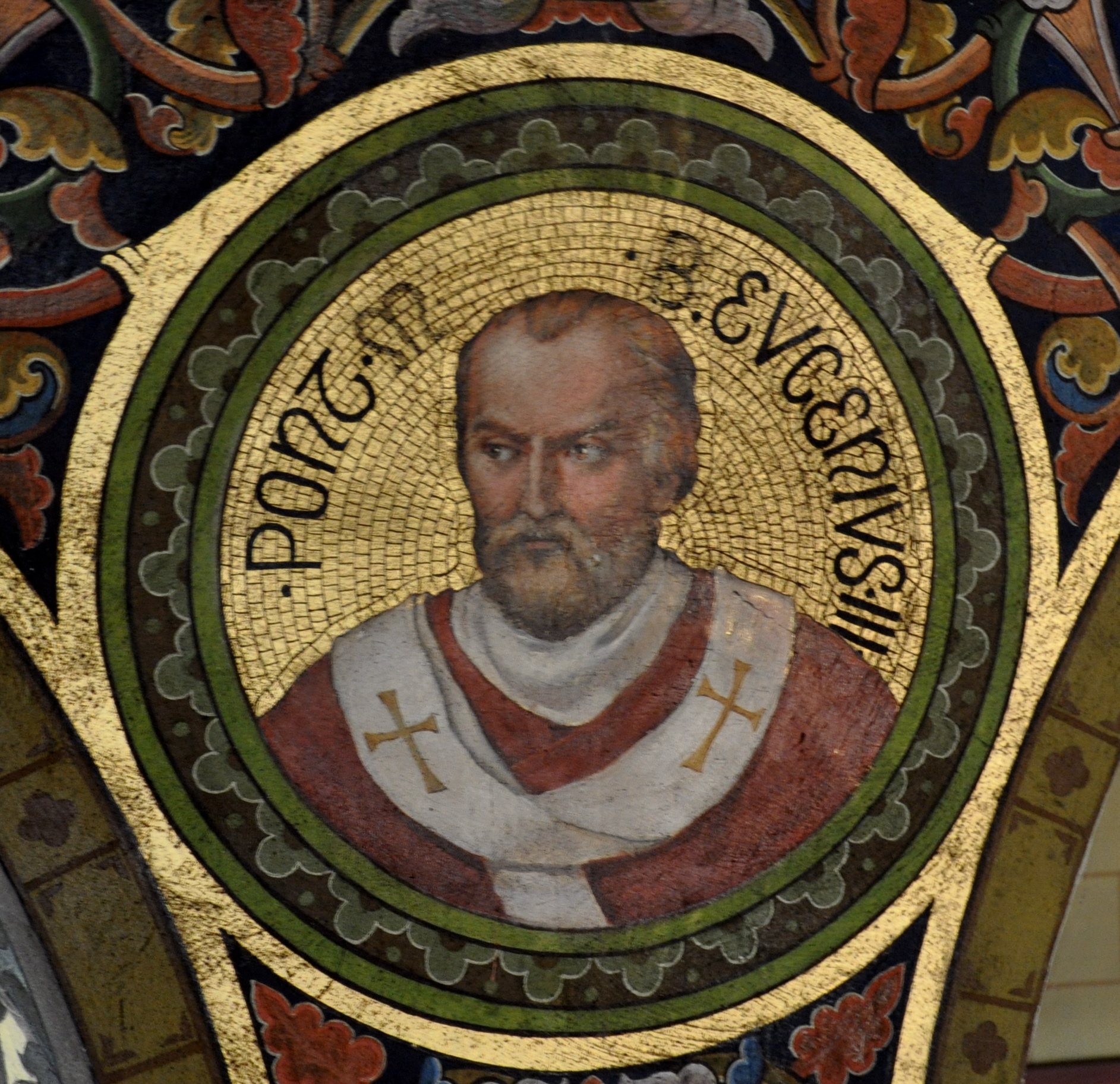
Евгений III

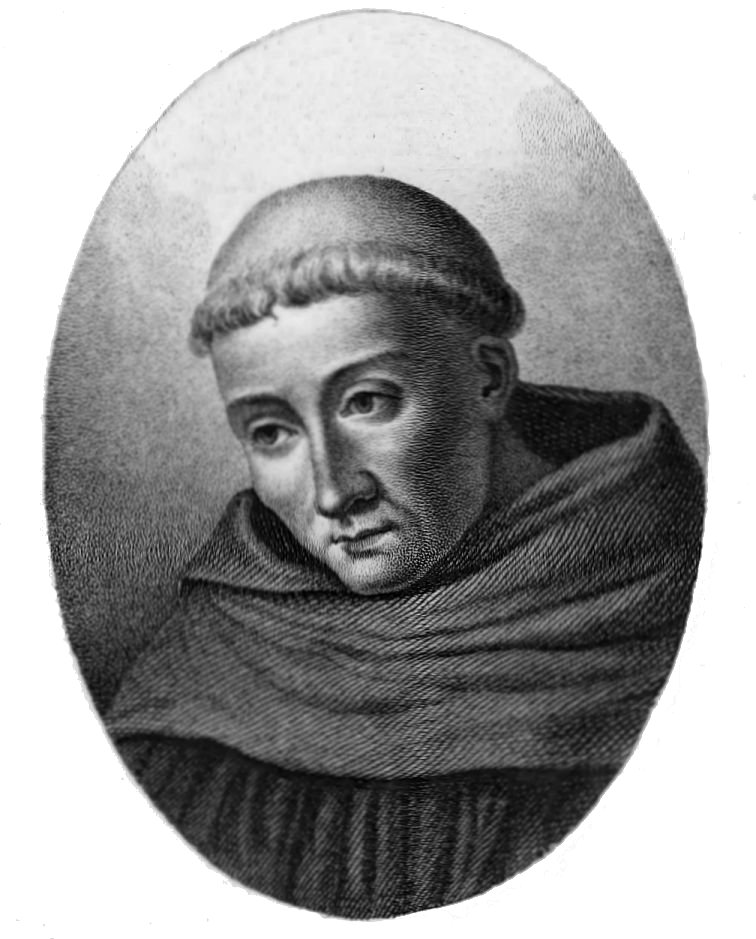
Бернард Клервоский

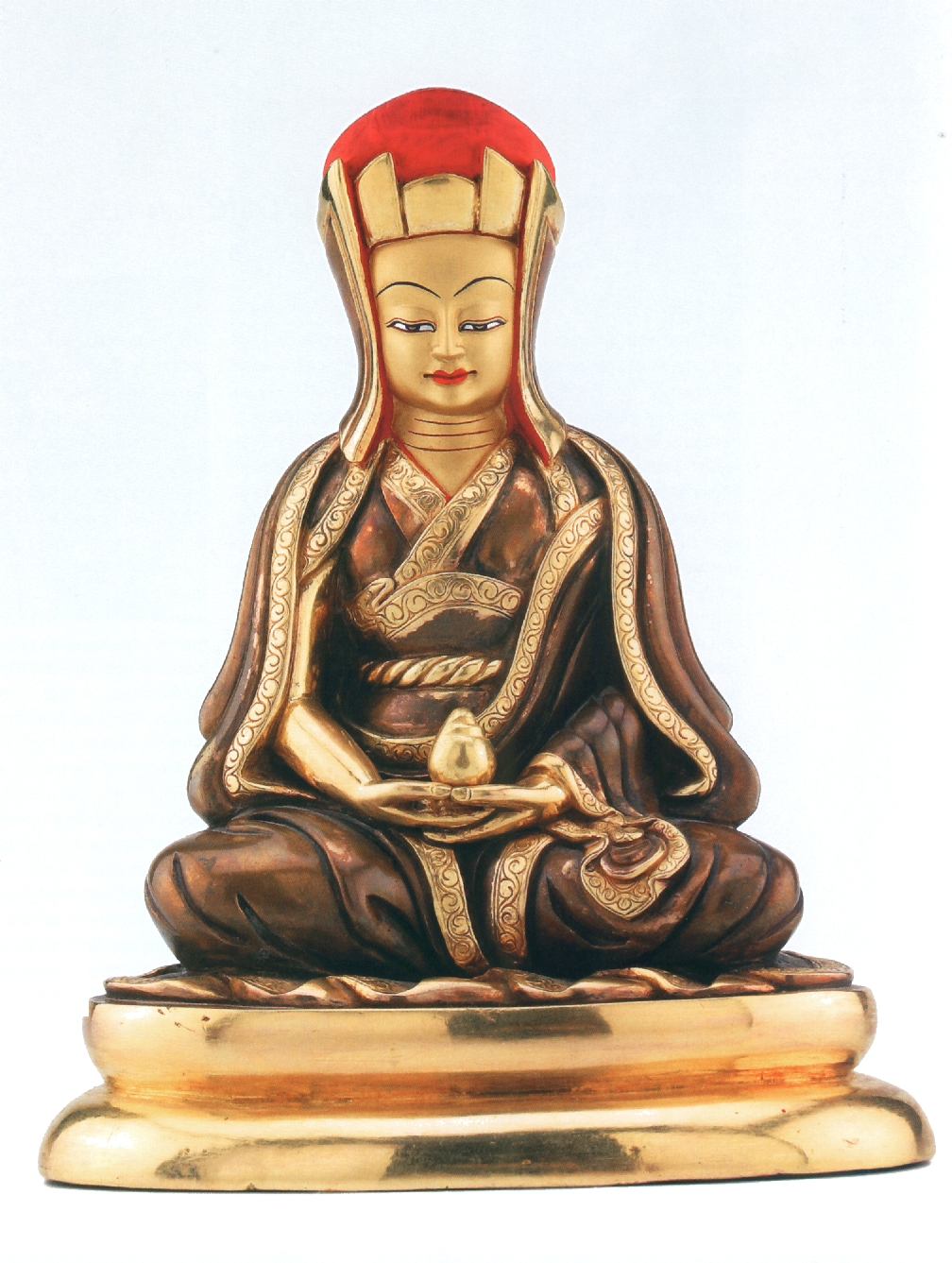
Гампопа

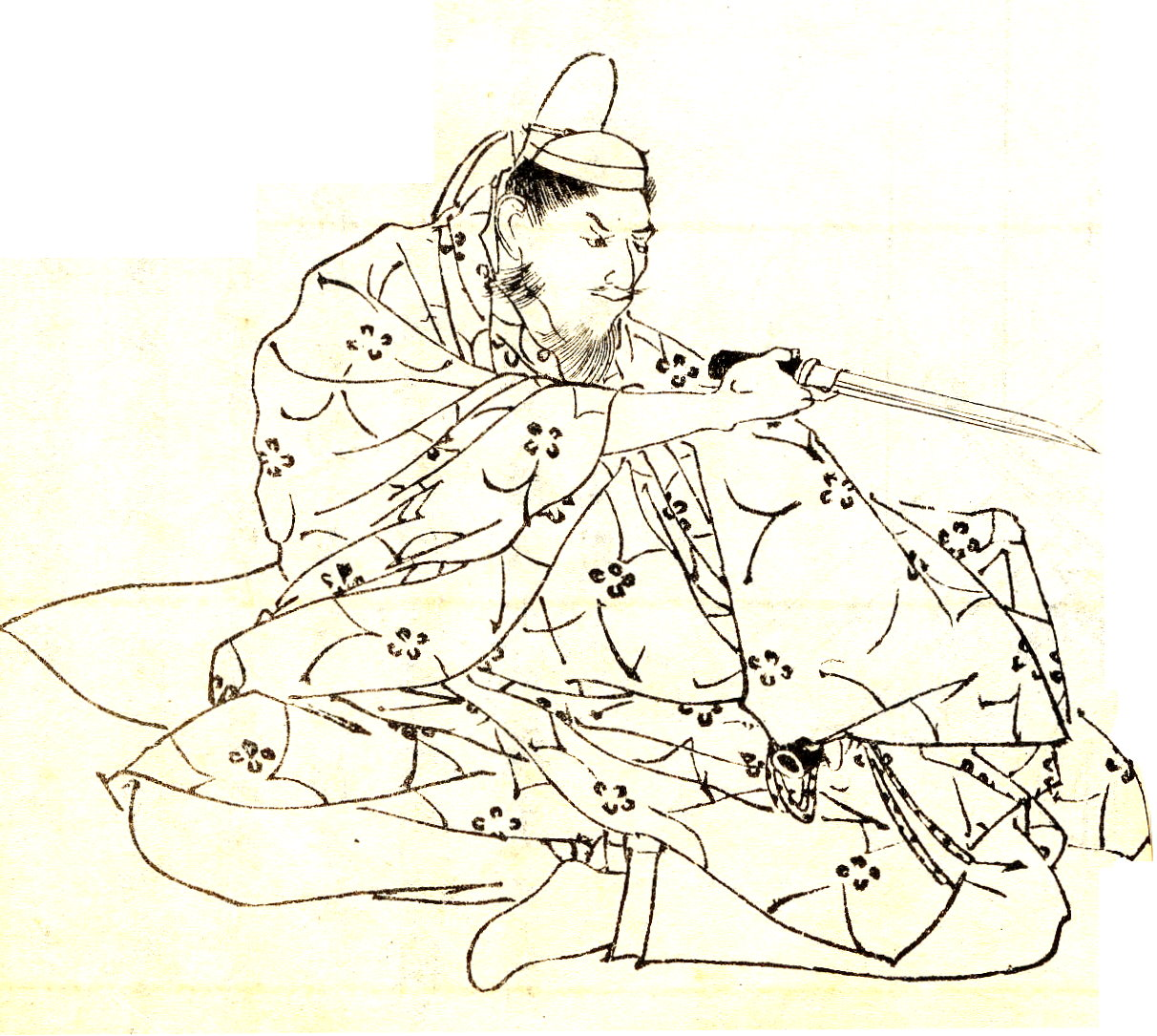
Тайра-но Тадамори

В этой статье представлен список известных людей, умерших в 1153 году.
См. также: Категория:Умершие в 1153 году

## Январь
- 28 января — Пелайо из Овьедо — епископ Овьедо (1098/1102—1130, 1142—1143), хронист, автор Хроники королей Леона.

## Февраль
- 10 февраля — Тайра-но Тадамори — японский самурай из клана Тайра, отец Тайра-но Киёмори, губернатор провинций Харима, Исэ, Бидзэ и Тадзима

## Март
- 7 марта — Теодвин — Кардинал-епископ Порто (1134/1135 — 1153)

## Май
- 22 мая — Святой Атто[исп.] — аббат  Валломброзы (1105—1135), епископ Пистои (1133—1153), святой римско-католической церкви.
- 24 мая — Давид I Святой — последний король Стратклайда (1107—1124), король Шотландии (1124—1153), святой римско-католической церкви.
- Пьер II — виконт Габарре и Брюлуа ранее 1134 года, виконт Беарна (1134—1153)

## Июнь
- 12 июня — Рожер де Бомон, 2-й граф Уорик — англонормандский аристократ из рода де Бомон, граф Уорик (1123—1153), участник гражданской войны в Англии 1135—1154 г. и второго крестового похода.
- 29 июня — Олаф I Годредссон — король Мэна и Островов (1104—1153).

## Июль
- 8 июля — Евгений III — папа римский (1145—1153), первый из цистерцианцев на папском престоле, ученик Бернарда Клервосского, один из инициаторов Второго крестового похода, блаженный Римско-католической церкви.
- 20 июля — Бернард Клервоский — французский средневековый богослов, мистик, общественный деятель, цистерцианский монах, первый аббат основанного им монастыря Клерво (с 1117 года), вдохновитель Второго крестового похода, святой римско-католической церкви, Учитель Церкви

## Август
- 16 августа — Трембле, Бернар де — Великий магистр ордена тамплиеров (1151—1153). Убит в сражении с египтянами.
- 17 августа — Евстахий IV — граф де Мортен (1135—1141), граф Булонский (1151—1153), старший сын и наследник английского короля Стефана Блуаского, активный участник гражданской войны в Англии 1135—1154 гг.
- Симон II де Санлис, граф Нортгемптон — англонормандский аристократ, граф Нортгемптон и граф Хантингдон (1138—1139, 1141—1153), активный участник гражданской войны в Англии 1135—1154 гг. на стороне короля Стефана Блуаского.

## Сентябрь
- 3 сентября — Генрих I Феликс фон Гарбург[нем.] — архиепископ Майнца (1142—1153)

## Октябрь
- 14 октября — Мэрдек, Генри[англ.] — аббат Фаунтинского аббатства (1144—1147), архиепископ Йоркский (1147—1153)

## Декабрь
- 16 декабря — Ранульф де Жернон — англонормандский аристократ, граф Честер, виконт д'Авранш и де Байё (c 1128), один из наиболее влиятельных английских баронов первой половины XII века и активный участник гражданской войны в Англии 1135—1154 гг.

## Дата неизвестна или требует уточнения
- Анна Комнина — греческая царевна, старшая дочь императора Византии Алексея I Комнина. Одна из первых женщин-историков, автор «Алексиады»
- Владимир Володаревич — князь звенигородский (1124—1128), князь перемышльский, первый князь единого Галицкого княжества (1140—1144, 1144—1153), основатель первой Галицкой династии.
- Гампопа — выдающийся учитель тибетского буддизма, автор многих авторитетных сочинений, один из основателей школы кагью, ученик Миларепы.
- Гилберт де Клер, 1-й граф Хартфорд — англонормандский аристократ из старшей линии дома де Клер, 1/2-й граф Хартфорд с 1138 года и 4-й лорд Клер с 1136, участник гражданской войны в Англии в 1135—1154 годов.
- Зигфрид[англ.] — первый сеньор Исенбург-Кемпених (en:Isenburg-Kempenich) (1142—1153)
- Ибн ас-Салах ат-Табиб — сельджукский математик, астроном и логик.
- Ми Южень[укр.] — китайский художник
- Пётр Властович — польский воевода, ближайший соратник Болеслава Кривоустого, позже — его сына Владислава Изгнанника.
- Птолемей II[англ.] — граф Тускулумский (1126—1153)
- Ростислав Ярославич (князь муромский) — первый князь Пронский (1129—1143), князь рязанский (1143—1145), князь муромский (1145—1147, 1149—1153), основатель города Ростиславль-Рязанский (1153)
- Табарси — персидский учёный, написавший комментарии к Корану
- Феодот II — константинопольский патриарх (1151—1153)
- Филипп Махдийский[англ.] — «адмирал адмиралов» королевства Сицилии (ок 1151—1153). Обвинён в измене и казнён.
- Абуль-Фатх аш-Шахрастани — шафиитский богослов и факих, историк религии и историко-философских систем
- Эспек, Уолтер[англ.] — английский военный и судебный деятель, основатель замка Хелсли